# بوف‌تاج (گیاه)
بوف‌تاج (گیاه) (نام علمی: Gnaphalium sylvaticum) نام یک گونه از سرده بوف‌تاج است.